# Hodyszewo

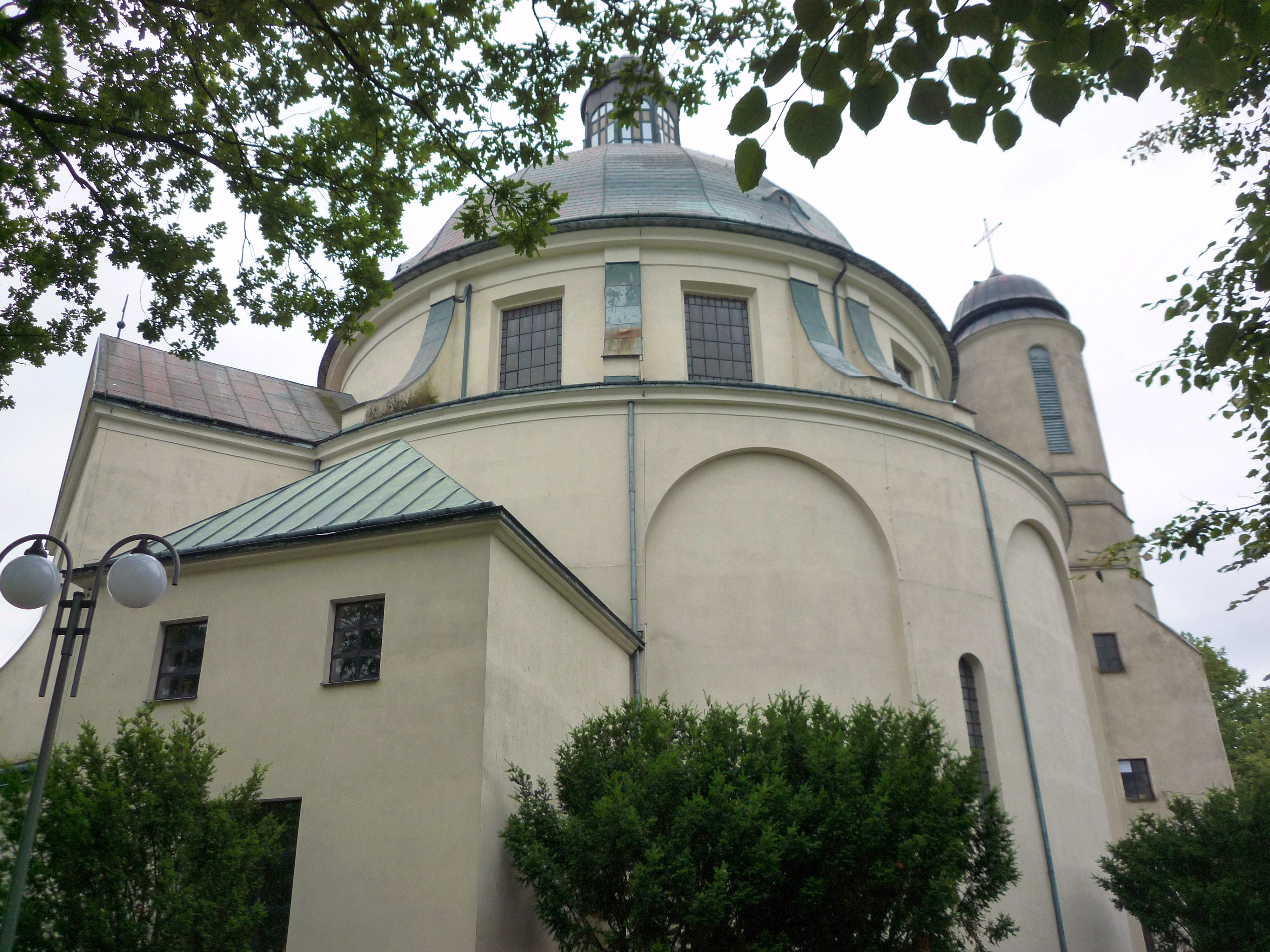
Sanktuarium w Hodyszewie

Hodyszewo – wieś w Polsce położona w województwie podlaskim, w powiecie wysokomazowieckim, w gminie Nowe Piekuty. Miejscowość jest oddalona od najbliższego miasta – Brańska, o 12 km.
W latach 1954–1968 wieś należała i była siedzibą władz gromady Hodyszewo, po jej zniesieniu w gromadzie Piekuty Nowe. W latach 1975–1998 administracyjnie należało do województwa łomżyńskiego.

## Genealogia i dzieje wsi
Nazwa wsi wywodzi się od białoruskiego imienia Hodysz, Hodisław. Wieś wielkich książąt litewskich, następnie królewska. Najstarsza wzmianka pochodzi z roku 1529. W tym czasie zamieszkiwana przez ludność ruską wyznania prawosławnego, która używała języka polskiego w narzeczu podlaskim. Mieszkańcy zajmowali się rolnictwem i robieniem bron na handel
Od 1533 r. wsią zarządzał Mikołaj Korycki, starosta brański, podsędek bielski. Po jego śmierci w 1553 r. Hodyszewo wymienione w inwentarzu dawnych dóbr sędziego Koryckiego, jako własność prywatna (prawdopodobnie w części). Mieszkało tu ówcześnie 18 chłopów i 7 zagrodników. Inwentarz z 1558 roku wskazuje, że Odyszewo z 36 włokami należało do starostwa brańskiego. W połowie XVII wsią zarządzał Bogusław Radziwiłł, na początku XVIII w. Jan Klemens Branicki. Według lustracji z 1569 r. w Hodyszewie było 34 włók polskich gruntu
Po roku 1574 aż do upadku Rzeczypospolitej miejscowość była w składzie dóbr królewskich, które po roku 1795 zostały przejęte przez rząd pruski.
W XVIII w. Hodyszewo było uprzywilejowaną osadą włościańską należącą do tzw. wybraniectwa. W przywileju z 15 czerwca 1750 r. August III Sas potwierdził prawa wybranych w starostwie brańskim. Wymienieni zostali wybrańcy z Hodyszewa: Michał Laruch, Jan Kowal, Jan Kowalczak, Stefan i Paweł Koczewscy. Posiadali łącznie 2 łany gruntu. Mieli prawo warzyć piwo, palić gorzałkę na swoją potrzebę, wręb wolny w lasach, zwolnieni byli od tzw. podwód, hyberny, noclegów i chlebów żołnierskich. Przywileje powyższe w 1785 r. potwierdził Stanisław August.
W 1807 r. granica między Księstwem Warszawskim a Cesarstwem Rosji została wytyczona obok wsi, powodując, że część pól znalazło się za granicą. Według danych z 1808 r. w Hodyszewie istniało 37 domów mieszkalnych, przeważała ludność unicka.
W 1820 r. we wsi stał kościół unicki i karczma. Mieszkało wówczas 44 gospodarzy, 6 posiadaczy wybraniectwa, 7 komorników. Posiadacze to: Adam Demionczuk, Adam Osmulski, Aleks. Koczeski, Jan Muszczak, Józ. Kolikowski i Miałkowska. Wszyscy mieli po 5 zagonów. Włościanie prowadzili gospodarstwa trzypolowe i wysiewali 130 korcy oziminy i 120 jarzyny, opłacali w latach 1817–1820 roczny, średni czynsz w wysokości 534 złp. 6 gr..
W roku 1827 w Hodyszewie były 43 domy i 318 mieszkańców. W połowie XIX w. we wsi mieszkało 322 unitów.
Pod koniec XIX w. Hodyszewo było wsią włościańską, w guberni łomżyńskiej, powiecie mazowieckim, gminie i parafii Piekuty. Domów drewnianych było 51, w tym krytych słomą 48, a dwa domy cerkiewne i karczma gontami. Ziemi było 777 mórg, oprócz tego cerkiewnej włók 3, wszystko w glebie średniej. Ludność – 247 osób, w tej liczbie katolików 34, żydów 9. W miejscowości szkoła rządowa, cerkiew, a na granicy Cesarstwa z Królestwem kaplica ze studzienką.
Spis powszechny z 1921 r. informuje, że w miejscowości istniało 48 domów i mieszkało 235 osób, w tym 4 prawosławnych i 11 żydów.

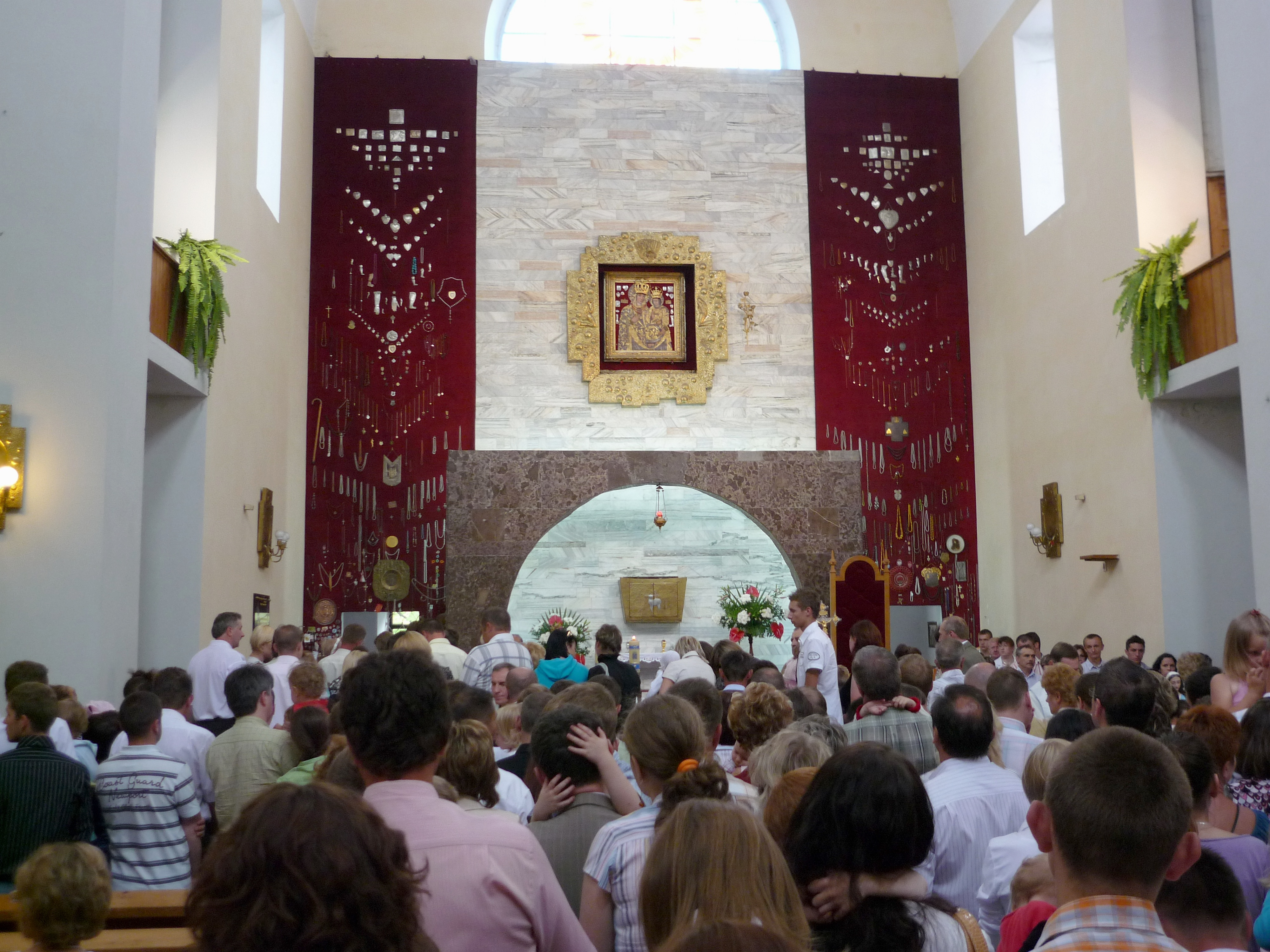
Zgromadzeni na modlitwie przed obrazem Matki Boskiej Hodyszewskiej

W 1937 powstała tutaj Ochotnicza Straż Pożarna.
Nocą, z 12 na 13 września 1939 r. przez Hodyszewo przedzierały się w kierunku lasów rudzkich dwie brygady kawalerii: Suwalska i Podlaska, wchodzące w skład Samodzielnej Grupy Operacyjnej „Narew”, stacjonujące poprzednio w rejonie Dąbrowy Wielkiej. Po południu tego samego dnia lasy na północ od Hodyszewa stały się punktem zgrupowania 9 pułku strzelców konnych, po ciężkich walkach w rejonie Domanowa. Wkrótce rejon ten zajęły wojska niemieckie. W końcu września na mocy porozumień niemiecko-sowieckich miejscowość zajęli Sowieci.

## Historia szkolnictwa
Szkoła rządowa funkcjonowała tu od roku 1873. Działała do 1914. Jej nauczycielami byli: Gabriel Markiewicz (1873–1874), Aleksander Kondracki (1874), Jan Wawrysiewicz (1874–1877), Jan Nikolski (1877–1879), Aleksander Michajłow (1879–1880), ksiądz Jerzy Bursa (1876–1880), Tatiana Glebowa (1881–1882), Jerzy Ulejczyk (1882–1889), Teodozjusz Ulejczyk (1890), Aleksander Potemkin (1891), Włodzimierz Geppert (1892), Konstanty Konstantynow (1893–1895), Paweł Kłoczko (1896–1898), Mikołaj Misiuk (1899–1900), Mikołaj Jakowlew (1901–1902), Włodzimierz Logaczow (1903), Jan Iwanow (1904–1906), Helena Tarnowiecka (1907), Jan Jurczynin (1908) i Marek Balo (1909–1914). Była to szkoła rosyjska nauczająca historii Rosji i języka rosyjskiego.
W 1922 r. rozpoczęła działalność jednoklasowa szkoła powszechna z liczbą 56 dzieci. W roku 1930 przemianowana na trzyklasową. W tym czasie uczęszczało do niej 188 dzieci. Nauczyciele: Mateusz Hańczyk, Mieczysława Pilika i Śliwowski.
W okresie powojennym w Hodyszewie istniała publiczna szkoła podstawowa. Uchwałą Nr VII/26/03 Rady Gminy Nowe Piekuty z dnia 27 marca 2003 r. została zlikwidowana. Następnie, by uniknąć zamknięcia, szkoła podstawowa została prowadzona przez Stowarzyszenie Księży Pallotynów. Funkcjonowała do roku 2011, kiedy to została zlikwidowana ze względu na niską liczebność uczniów (większość klas liczyła poniżej 10 dzieci). Obecnie dzieci z Hodyszewa i okolic uczęszczają do Szkoły Podstawowej w Nowych Piekutach. 

## Demografia
Wykres liczby ludności Hodyszewa od 1827 r.:
Źródła,

## Hodyszewo współcześnie
W 2006 r. w Hodyszewie mieszkało 191 osób w 33 domach. Według danych z 2008 r. w Hodyszewie były 33 domy i 143 mieszkańców.
Od roku 2004 we wsi organizowane są Hodyszewskie Dni Gimnazjalistów dla młodzieży z województwa podlaskiego. Gimnazjaliści rywalizują w konkursach sportowych, prezentacjach kulturalnych oraz w konkursie wiedzy o regionie.

## Sanktuarium MB Pojednania
Hodyszewo słynie z rzymskokatolickiego sanktuarium Matki Bożej Pojednania, siedziby parafii Wniebowzięcia Najświętszej Maryi Panny. W modernistycznym kościele znajduje się cudowny obraz Matki Boskiej Hodyszewskiej, Królowej Podlasia z XVII w., namalowany na desce. Pierwotnie była to ikona umieszczona w ikonostasie miejscowej cerkwi unickiej, w latach 1875–1914 prawosławnej. Wizerunek ten był wówczas uważany za cudowny i otaczany był kultem przez wiernych prawosławnych, greckokatolickich i rzymskokatolickich. 

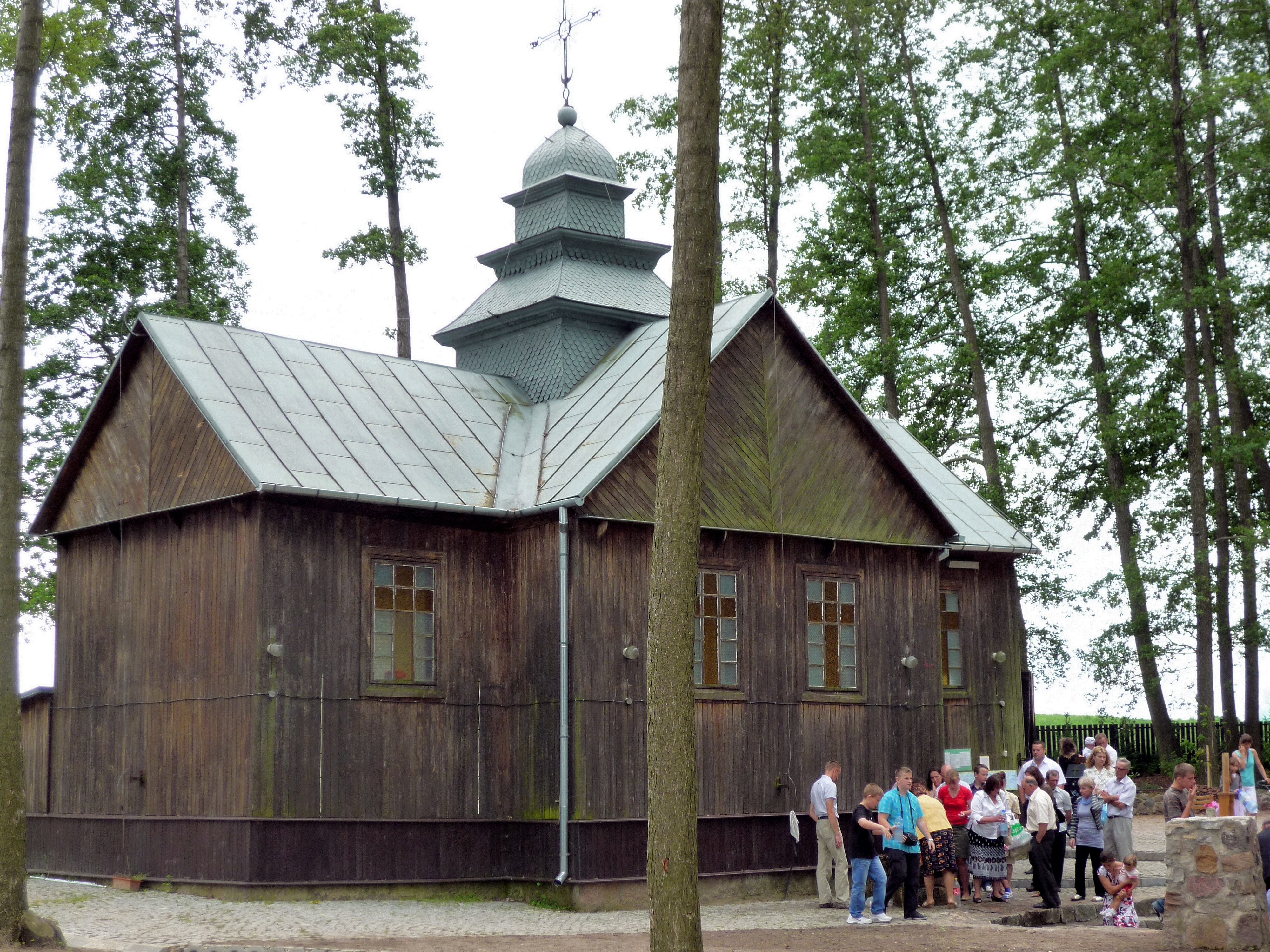
Zabytkowa kaplica drewniana przy źródełku Krynica

W czasie I wojny światowej obraz został wywieziony poza Hodyszewo. Po 1918 sanktuarium przejął Kościół łaciński, który włada nim do dziś. W 1928 r. obraz powrócił do Hodyszewa. 31 sierpnia 1980 roku ks. kard. Franciszek Macharski dokonał jego koronacji koronami papieskimi.
Do sanktuarium w Hodyszewie, którym opiekują się pallotyni, organizowane są liczne pielgrzymki piesze. Największe z nich to Łapska Piesza Pielgrzymka oraz Zambrowska Piesza Pielgrzymka do Hodyszewa. Pielgrzymi odwiedzają też pobliską, drewnianą kapliczkę przy źródełku Krynica, przebudowaną w 1884 r.
Dekretem biskupa łomżyńskiego Janusza Stepnowskiego z 9 lutego 2021 r. świątynia została ustanowiona jako jeden z 20 kościołów stacyjnych Papieskiego Roku św. Józefa w diecezji łomżyńskiej, w tym również w ramach pierwszego etapu przygotowań do obchodów uroczystości 100-lecia ustanowienia diecezji.
Nieopodal kościoła znajduje się cmentarz parafialny. Obecnie istnieje możliwość skorzystania z wyszukiwarki osób zmarłych, pochowanych na cmentarzu.

## Obiektyzabytkowe
- kościół parafialny z lat trzydziestych XX w.
- kaplica przy źródełku pochodząca z 1884 r., przebudowana w latach 30. XX w.
- dwa domy drewniane
- dwa cmentarze rzymskokatolickie[7]